# Taciane Ribeiro
Taciane Ribeiro (Itapira, 8 de maio de 1988) é uma modelo brasileira. Já participou de diversas campanhas e comerciais ao redor do mundo. Além da carreira nacional, Taciane já trabalhou em Milão, na Suécia, em Dubai, no Chile e na Alemanha. Iniciou sua carreira aos 15 anos, quando participou de um concurso de miss. Taciane faz parte do casting da agencia Ten Model.
Em 2011, Taciane participou da quarta edição do reality show A Fazenda, da Rede Record, tendo sido a terceira eliminada do programa, com 65% dos votos do público. Após a participação, a modelo esteve em diversos programas da emissora, como o matutino Hoje em dia, o dominical Programa do Gugu e o humorístico Legendários.
Taciane também já foi apresentadora de um telejornal na Ideal TV chamado Jornal Ideal ao lado de Kamilla Tozini.